# Aris BC
Košarkaški klub Aris (Grčki: K.A.E. Aris) je košarkaška momčad sportskog društva Aris Solun. Osnovan je 1922. u blizini grada Soluna. Klub trenutačno igra u prvoj grčkoj košarkaškoj ligi. 

## Povijest
Aris svoj prvi naslov grčkog prvenstva osvaja 1930. godine. Na drugi naslov čekali su do 1979. godine. Svoju prvu dvostruku titulu, klub osvaja 1985. kada osvajaju grčko prvenstvo i kup. Najveća dostignuća u svojoj povijesti Aris je imao u razdoblju od 1985. do 1991., kada klub osvaja sedam uzastopnih naslova grčkog prvaka. Aris je 1985. stigao do polufinala Kupa Radivoja Koraća. U 90-ima klub značajno opada i u tom razdoblju osvaju samo Kup Raymonda Saporte (1993.) i Kup Radivoja Koraća (1997.). U 21. stoljeću Aris je osvojio naslov FIBA Eurokupa Challengea 2003., i naslov grčkog kupa 2004. godine.

## Trofeji
- Grčko prvenstvo: 1930., 1979., 1983., 1985., 1986., 1987., 1988., 1989., 1990., 1991.
- Grčki kup: 1966., 1985., 1987., 1988., 1989., 1990., 1992., 1998., 2004.
- FIBA Eurokup Challenge: 2003.
- Kup Radivoja Koraća: 1997.
- Kup pobjednika kupova: 1993.

## Poznate ličnosti

### Poznati igrači
- Nikos Galis
- Panagiotis Giannakis
- Giannis Ioannidis
- Vangelis Alexandris
- Dionisis Ananiadis
- Vasilis Paramanidis
- Haris Papageorgiou
- Nikos Filippou
- Michalis Romanidis
- Giorgos Doxakis
- Vasilis Lipiridis
- Memos Ioannou
- Giorgos Gasparis
- Dinos Angelidis
- Vagelis Vourtzoumis
- Panagiotis Liadelis
- Giannis Sioutis
- Giorgos Floros
- Tzanis Stavrakopoulos
- Nasos Galakteros
- Giorgos Sigalas
- Christos Myriounis
- Giannis Lappas
- Giannis Gagaloudis
- Prodromos Nikolaidis
- Nestoras Kommatos
- Nikos Vetoulas
- Sofoklis Schortsanitis
- Alexis Kyritsis
- Giannis Giannoulis
- Giorgos Kalaitzis
- Fedon Mattheou
- Roy Tarpley
- Charles Shackleford
- Brad Sellers
- Walter Berry
- Sam Vincent
- Harold Ellis
- Gary Grant
- Anthony Bowie
- J.J. Anderson
- Terry Catledge
- Sean Higgins
- Reggie Theus
- Mike Jones
- Edgar Jones
- Ed Stokes
- Joe Arlauckas
- Torraye Braggs
- Will Solomon
- Anthony Goldwire
- Toby Bailey
- Smush Parker
- DeJuan Collins
- Corey Brewer
- Ryan Stack
- Mahmoud Abdul-Rauf
- Mike Wilkinson
- Alex Scales
- Kevin Fletcher
- Terrel Castle
- Jeremiah Massey
- Bracey Wright
- Reyshawn Terry
- Randy White
- Darius Washington Jr.
- A. J. English
- Rodney Dent
- Darnell Robinson
- Melvin Scott
- Tony White
- Greg Wiltjer
- José Ortiz (Piculín)
- Stojko Vranković
- Ivan Grgat
- Franko Nakić
- Ante Grgurević
- Alan Gregov
- Miroslav Raičević
- Žarko Paspalj
- Miroslav Pecarski
- Slobodan Subotić
- Tiit Sokk
- Martin Müürsepp
- Alexander Koul
- Yegor Mescheriakov
- Mikhail Mikhailov
- Fedor Likholitov
- Nikolay Padius
- Simonas Serapinas
- Vladimir Boisa
- Michail Misounov
- Dimitar Anguelov
- Mario Boni
- Mike Nahar
- Steve Bucknall
- Antti Nikkilä
- Hanno Möttölä

### Poznati treneri
- Giannis Ioannidis
- Michalis Kyritsis
- Efthimis Kioumourtzoglou
- Soulis Markopoulos
- Vangelis Alexandris
- Christos Magotsios
- Steve Giatzoglou
- Charles Barton
- Zvi Sherf
- Dušan Ivković
- Lazaro Lesić
- Vlade Đurović
- Dragan Šakota
- Slobodan Subotić
- Andrea Mazzon
- Gordon Herbert

## Unutarnje poveznice
- Aris FC, nogometni klub

## Vanjske poveznice
- Službena stranica (grč.) (engl.)
- BASKET ARIS - Neslužbena navijačka stranica Arisa
- Navijački portal Imperatora

- Službene stranice ARIS B.C.